# Kazajistán en los Juegos Paralímpicos de Londres 2012
Kazajistán estuvo representado en los Juegos Paralímpicos de Londres 2012 por siete deportistas, cuatro hombres y tres mujeres. El equipo paralímpico kazajo no obtuvo ninguna medalla en estos Juegos.